# Economía de Fiyi
Fiji, dotada de recursos forestales, minerales y de pesca, es una de las economías más desarrolladas del Pacífico, aunque posea un vasto sector de subsistencia. Las exportaciones de azúcar, las remesas de sus ciudadanos residentes en el extranjero y una creciente industria de turismo - que recibe 400 a 500 mil visitantes por año - son las principales fuentes de divisas externas.
La industria de azúcar particularmente recibió acceso especial a la Unión Europea, pero deberá ser afectada por la política de la UE de corte de subsidios al azúcar. La producción de azúcar es responsable por 1/3 de la actividad industrial del país.
La industria del turismo fue afectada por un golpe de Estado el 2006 y su recuperación es incierta. El 2007 la llegada de visitantes cayó 6%, resultando pérdidas de empleos en el sector, así como una caída de 7% del producto interior bruto.